# Castleblayney
Castleblayney (en gaèlic irlandès Baile na Lorgan, antigament Caisleán Mathghamhna) és una vila d'Irlanda, al comtat de Monaghan, a la província de l'Ulster. Es troba al costat de la frontera amb el comtat d'Armagh i en la carretera N2 de Dublín a Derry.

## Geografia
La vila es troba al cor del típic drumlin de l'Ulster meridional Sud i al marge occidental del Llac Muckno, el llac més gran al comtat de Monaghan. El riu Fane flueix cap a l'est del llac fins al mar d'Irlanda a Dundalk al comtat de Louth. Com suggereix el nom irlandès del llac, "el lloc on els porcs neden", la zona s'associa a Black Pig's Dyke (també conegut localment en parts dels comtats de Cavan i Monaghan com el Cuc de la Rasa), antic límit de l'Ulster durant l'edat de ferro.

## Història
La ciutat té el seu origen en la conquesta anglesa de l'Ulster gaèlic durant la Guerra dels Nou Anys (1583-1601). El 1611 la corona va expropiar les terres als cabdills MacMahon i les entregà a Sir Edward Blayney de Montgomeryshire (Gal·les), a qui nomenà baró de Monaghan. Hi construí un castell i va portar colons anglesos i hugonots francesos. La colonització, la industrialització, el sistema d'escoles en anglès i la Gran Fam Irlandesa van acabar amb la cultura gaèlica a la zona, tot i que la llengua irlandesa, tot i que alguns ancians encara la parlaven a principis del segle xx. El castell fou utilitzat com a guarnició de l'Exèrcit Britànic durant la Guerra Angloirlandesa.

## Agermanaments
- Nogent-sur-Vernisson

## Personatges
- Eoin O'Duffy